# Remember the Titans
Remember the Titans er et amerikansk sportsdrama, baseret på en sand historie, instrueret af Boaz Yakin og produceret af Jerry Bruckheimer og Walt Disney Pictures og udgivet i 2000. 

## Eksterne links
- Remember the Titans på Internet Movie Database (engelsk)
- Remember the Titans på Filmdatabasen
- Remember the Titans på Scope
- Remember the Titans i Svensk Filmdatabas (svensk)
- Remember the Titans på AlloCiné (fransk)
- Remember the Titans på MovieMeter (nederlandsk)
- Remember the Titans på AllMovie (engelsk)
- Remember the Titans hos American Film Institute (engelsk)
- Remember the Titans på Turner Classic Movies (engelsk)
- Remember the Titans på The Movie Database (engelsk)
- Remember the Titans Blu-ray Disc
- Original Titans FAQ on the accuracy of the movie
- Director's Cut DVD Review with a list of film revisions
- Background on the people the movie was based upon Arkiveret 22. juli 2009 hos  Wayback Machine

1. ↑  Navnet er anført på engelsk og stammer fra Wikidata hvor navnet endnu ikke findes på dansk.